# Mesquita Sancaktar Hayrettin

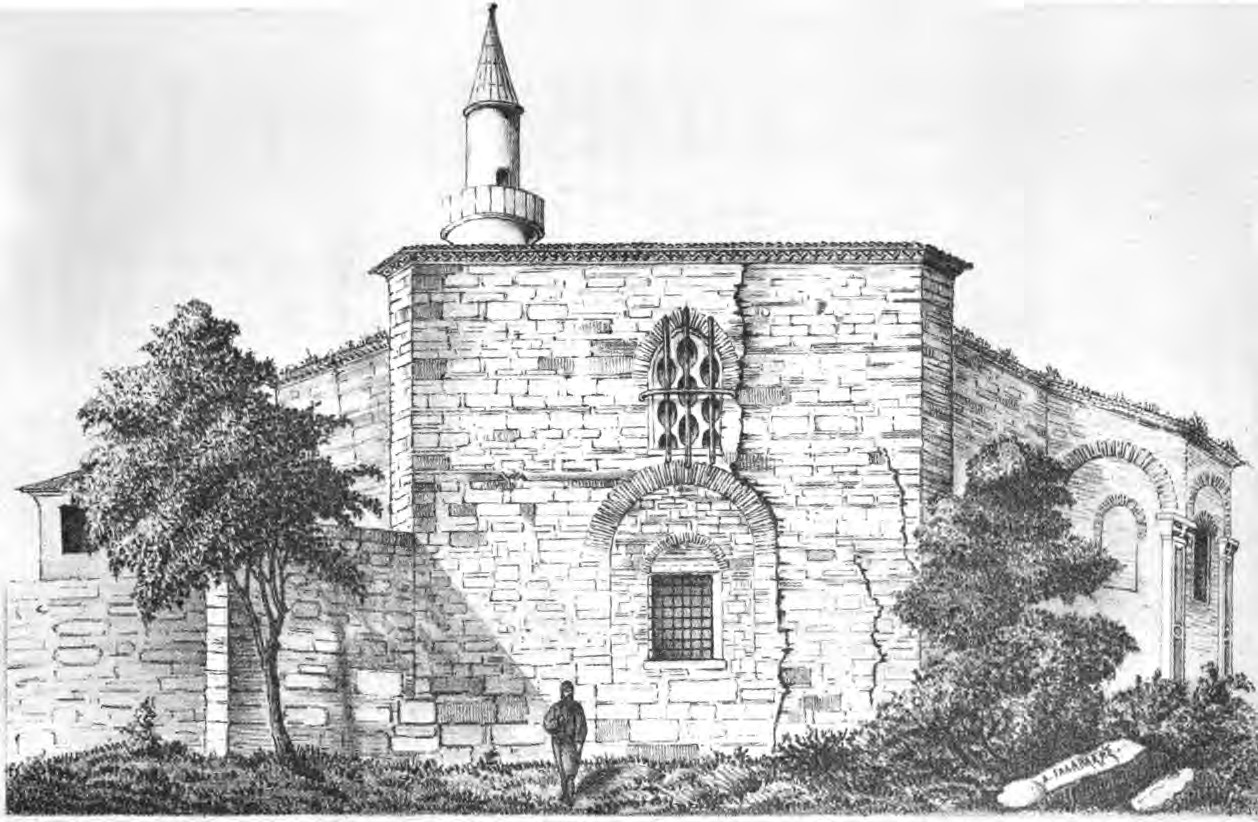
Representação pictórica da mesquita nos anos 1870.

A Mesquita Sancaktar Hayrettin (em turco: Sancaktar Hayrettin Câmîi; também em turco: Sancaktar Hayrettin Mescidi, onde Mescit é a palavra turca para uma mesquita pequena, ou Sancaktar Mescidi) é parte de um antigo mosteiro ortodoxo oriental convertido em mesquita pelos otomanos. Acredita-se que o pequeno edifício pertenceu ao mosteiro bizantino de Gástria (em grego: Μονῆ τῶν Γαστρίων; romaniz.: Monē tōn Gastríōn; lit. "mosteiro dos vasos"). O edifício é um pequeno exemplo da arquitetura paleóloga em Constantinopla, e é importante por razões históricas.

## Localização
A estrutura medieval, sufocada por lojas de artesanato, encontra-se em Istambul, no distrito de Fatih, no bairro de Kocamustafapaşa (historicamente Samátia), em Teberdar Sokak, cerca de quinhentos metros ao nordeste da estação  Kocamustafapaşa da linha ferroviária suburbana entre Sirkeci e Halkali.

## História
A origem deste edifício, que se encontra na encosta sul das sete colinas de Constantinopla e tem vista para o mar de Mármara, é incerta. A tradição diz que no ano 325 Helena, a mãe do imperador Constantino (r. 306–337), retornando de Jerusalém com a Vera Cruz e entrando na cidade através do Porto de Psômato, deixou neste lugar alguns vasos (Gástria) contendo ervas aromáticas colhidas no calvário. Então ela fundou lá um convento. Na realidade, nenhum mosteiro foi estabelecido em Constantinopla antes da último quartel do século IV, e isso tem sido considerado apenas uma lenda.
O convento de Gástria foi mencionado pela primeira vez no começo do século IX. Neste tempo Teoctista, mãe da imperatriz Teodora (esposa do imperador Teófilo (r. 829-842) e restauradora do culto aos ícones) comprou no quarteirão de Psamátia uma casa do patrício Nicetas (possivelmente são Nicetas, o Patrício), e estabeleceu lá um convento. O título de ctetorissa (fundadora), junto com a propriedade dos edifícios, foi herdado por sua filha Teodora. Junto com suas filhas Ana, Anastácia e Pulquéria, Teodora foi removida para o mosteiro por seu irmão Bardas após a deposição dela. Todas elas foram forçadas a aceitar a tonsura. O imperador Constantino VII Porfirogênito (r. 912-959) escreve em seu Sobre as Cerimônias que a igreja do convento serviu também como um mausoléu para os membros da família de Teodora. A imperatriz, seu irmão Petronas, o Patrício, sua mãe e suas três filhas foram todos enterrados ali.
A última menção de Gástria antes de 1453 vem de um peregrino russo, que visitou a cidade durante o segundo quartel do século XV. Ele lembra de um convento situado próximo da Porta Dourada, onde as relíquias das santas Eufêmia e Eudócia eram veneradas. Este edifício poderia muito bem ser identificado com Gástria. Logo após a Queda de Constantinopla, Hayrettin Efêndi, sancactar (porta-estandarte) do sultão Maomé II, o Conquistador, converteu o edifício em uma mescite (oratório) e foi enterrado lá. A carta para esta fundação religiosa não sobreviveu. O grande terremoto de 1894, que teve seu epicentro sob o mar de Mármara, parcialmente destruiu a mesquita, que foi restaurada apenas entre 1973 e 1976.

## Descrição
Devido a sua pequena dimensão, o edifício não pode ser identificado com a igreja do convento, mas sim com o martírio (capela sepulcral) ou um mausoléu, que pode ser datado do período Paleólogo (século XIV). O edifício tinha a forma de um octógono irregular com um interior em forma de cruz e uma abside orientada em direção ao Oriente. A luz penetra no edifício através de janelas abertas em lados alternados. Cada janela está dentro de um arco cego que se estende por todo o lado. A alvenaria usada alterna cursos de tijolo e silhar, dando para o exterior a policromia típica do período Paleólogo. Restos dos muros ainda presentes nos lados noroeste e sul antes da restauração mostraram que o edifício não foi isolado, mas conectado com outros edifícios. Um minarete tinha sido adicionado ao edifício restaurado.